# Closa d'en Puig
La Closa d'en Puig és un estany d'origen artificial que ocupa una superfície aproximada de 6 hectàrees al terme municipal de Castelló d'Empúries, just al costat dels estanys del Matà.
Es tracta d'una antiga closa que fou excavada per la creació de l'actual estany. La inundació de l'estany es realitza per connexió directa amb el rec. L'alteració parcial de la superfície de la closa ha permès la formació d'un estany artificial en un entorn actualment dominat pel canyissar i la balca.
Hi és present l'hàbitat d'interès comunitari 6510 Prats de dall de terra baixa i de la muntanya mitjana (Arrhenatherion).
Pel que fa a la fauna, igual que la zona humida dels estanys del Matà, l'espai és de gran interès per a la nidificació i hivernada de diferents espècies d'ocells. L'espai, tot i tenir un tancament perimetral per evitar l'accés, presenta un petit itinerari al seu voltant, un aguait i un observatori localitzat a unes antigues sitges d'arròs, des del qual s'observen diverses zones humides (estanys del Matà, La Massona i la Llarga, etc.).
L'espai presenta diverses figures de protecció. Forma part del Parc Natural dels Aiguamolls de l'Empordà i s'inclou també dins l'espai del PEIN i la Xarxa Natura 2000 ES0000019 Aiguamolls de l'Empordà. A més, pertany a la Reserva natural integral II, de "Les Llaunes".